# Мартинсон, Владимир Карлович
Мартинсон, Владимир Карлович (латыш. Vladimirs Martinsons; 20 ноября 1936 года, Москва, СССР — 22 июля 2013 года, Рига, Латвия) — латвийский советский инженер, изобретатель, хозяйственник, последний генеральный директор крупнейшего в СССР производственного объединения по выпуску радиоаппаратуры «Радиотехника», при котором оно завоевало экспортные рынки в десятках стран мира, включая Германию, Финляндию, США, Австралию. На производстве было занято 16 тысяч человек, оно выпускало 35 % советской бытовой радиоаппаратуры.

## Биография
Владимир Карлович родился 20 ноября 1936 года в семье красного латышского стрелка в Москве. Там же окончил школу и поступил в Московское высшее техническое училище им. Баумана, которое окончил в марте 1960 года, получив распределение на завод ВЭФ в Риге, где в апреле 1960 года стал сменным мастером автоматно-штамповочного цеха.
Проявил себя как толковый инженер и получил приглашение в Центральное проектно-конструкторское бюро механизации и автоматизации (ЦПКБМА), где работал старшим инженером, руководил группой.
Затем он главный технолог, главный инженер СКТБ Рижского опытного завода технологической оснастки. В этом качестве впервые выехал за рубеж для ознакомления со знаменитым шведским инструментальным производством в составе делегации «Главоснастки» Минстанкопрома (в управление входило 25 заводов и 50 тыс. работающих). Благодаря знанию английского языка Мартинсон побывал в составе рабочих делегаций в 31 стране мира, не включая республики СССР, и сыграл ключевую роль в развитии экспортных рынков производственного объединения «Радиотехника», куда пришёл на должность главного инженера Рижского радиозавода в 1970 году.
В 1960-е годы Мартинсон читал курс «Технология инструментального производства» в Рижском политехническом институте студентам русского потока, который разработал совместно с доцентом Бернфельдом. Наряду с традиционными технологиями студентам преподавали и новые — гальванопластику, профильное шлифование, управляемые химические процессы (вытравливание металла). Он поступил в аспирантуру в Белорусской академии наук, начал писать диссертацию. Однако загрузка на «Радиотехнике» не позволила ему сделать научную карьеру.
При генеральном директоре О. К. Ленёве стал главным инженером производственного объединения, работал затем с Р. Ф. Щупановским, а после его ухода был избран трудовым коллективом на должность генерального директора. Невзирая на сопротивление аппарата ЦК Компартии Латвии, был утвержден на этой должности, что тогдашний первый секретарь ЦК Б. К. Пуго прокомментировал так: «Не припомню, чтобы нам приходилось утверждать на руководящую должность человека с такой характеристикой, но что поделать — такие времена настали. Против народа не попрешь».
Однако когда во время Атмоды к Мартинсону обратилась ячейка Народного фронта с упрёком, что в его команде слишком много русских, Мартинсон ответил, что людей подбирает по деловым качествам, а не по национальному признаку, заслужив за это ярлык «красного директора». Не помогло даже этническое происхождение самого Владимира Карловича и прекрасное владение родным латышским языком.
В 1991 году, после выхода Латвии из СССР, «Радиотехника» фактически лишилась и источников сырья, и рынков сбыта. В 1992 году она перешла в собственность Латвийской республики, создавшей на её базе государственное акционерное общество и назначившей своё руководство. В этих условиях В. К. Мартинсон предложил своим подчинённым создавать на базе объединения кооперативы, которые на льготных условиях получили помещения в аренду, оснащение, взяв на себя обязательство первым делом выполнять производственное задание завода. Однако большинство из них разорились. На постсоветские рынки хлынула импортная продукция.
В. К. Мартинсон в 1992—1996 году возглавлял новое частное предприятие Hoetica, у которого было множество направлений деятельности, от торговли цветными металлами до вывоза мусора. Советскому инженеру пришлось поездить по России в плацкартных вагонах с сумкой наличных денег, за которые в начале 1990-х производился расчет за поставленные товары. В 1996 году Hoetica вошла в пятерку наиболее узнаваемых брендов Латвии.
Однако рижские акустические системы оставались конкурентоспособными. Их производство подхватил предприниматель Эдуард Малеев, создавший в 1996 акционерное общество «VEF Radiotehnika RRR». В 1997 году туда вернулся В. К. Мартинсон, чтобы внедрять производство малых партий печатных плат. Он реализовал проект, финансируемый из европейских фондов, однако финансовый кризис 2008 года «VEF Radiotehnika RRR» преодолела с трудом и новых амбициозных планов уже не реализовывала.

## Вклад в модернизацию производства
В 1980-е годы «Радиотехника» стала крупнейшим производителем бытовой радиоаппаратуры первого и высшего класса и акустических систем Hi-Fi, а также малогабаритных радиоприёмников модельного ряда «Селга» в стране. Однако переход от ламповой к полупроводниковой аппаратуре выявил техническое отставание электронной промышленности СССР от западных стран. Мартинсон энергично решал возникающие технические и экономические проблемы на уровне Министерства промышленности средств связи, Министерства электронной промышленности, а также Госплана, Госстандарта и Совета Министров СССР, иногда действуя через головы непосредственного начальства, что ему не нравилось.
Чтобы выстроить систему качества при очень нестабильном качестве изделий от смежников, Мартинсон организовал на «Радиотехнике» входной контроль комплектующих, добивался улучшения их качества, чтобы наладить выпуск конкурентоспособной бытовой радиоаппаратуры.
Велась комплексная механизация и автоматизация процессов, для чего был образован специальный отдел и цех нестандартного оборудования. Заслуженный изобретатель, слесарь цеха нестандартного оборудования Евгений Рыжов придумал оригинальные автоматы для обработки проводов и монтажных деталей, его авторские свидетельства были запатентованы за рубежом, в том числе в Японии. Совершенствованием технологии занимался большой коллектив инженеров и технологов, в том числе и сам Владимир Карлович, которому принадлежат ряд патентов на изобретения.
Изобретенный Робертом Марселем Вейхертом процесс гальванизации пластмассовых деталей позволил снизить себестоимость продукции и поднять производительность труда, сохранив привлекательный внешний вид изделий, выполненных уже не из металла, а из более лёгкого материала.
С «Радиотехникой» не мог конкурировать ни один завод в Союзе: при больших объемах она обеспечивала высокую эффективность производства и быстрее внедряла технологические новинки и новые изделия. Рижане первыми внедрили клавишные переключатели, печатные платы, каширование корпусов, изделия с логотипом RRR выделялись дизайном изделий и качеством сборки.
За разработку автоматизированной системы подготовки технологического процесса изготовления оснастки Luriga-TS и её внедрение в производство В.К.Мартинсон, а также инженер-технолог инструментального цеха Рудольф Гросс и начальник технологического бюро Юрис Карпов были удостоены Государственной премии Латвийской ССР в области науки и производства за 1980 год.

## Развитие экспорта «Радиотехники»
Мартинсон принимал личное участие в расширении экспорта «Радиотехники». Значение «личного фактора» подтверждает контракт с крупной торговой фирмой Шульца из ФРГ: её владелец засылал эмиссаров на «Радиотехнику», чтобы изучить производство, продукцию, систему качества, после чего наконец дал техническое задание на акустические системы. На завершающем этапе разработки приехал лично и подписал крупный контракт, подчеркнув, что личные симпатии и уважение к руководству завода являются одним из решающих факторов сотрудничества.
Владимир Карлович принял на себя риск освоения рынка Австралии, куда рижское ПО продало более 5 тысяч акустических систем.
По инициативе Мартинсона были основаны несколько совместных предприятий: Hamrig International совместно с немцами для торговли акустическими системами в Европе под маркой Norsk Audio. Для этого на производственном объединении были организованы изолированные участки, на которых сборка изделий обеспечивалась специальной маркировкой комплектующих, отделяющих их от массовой продукции для внутреннего рынка. Были переработаны по европейскому стандарту правила маркировки и транспортировки. Управление измерительной техникой при стопроцентном контроле качества изделий и частотных характеристик по принципу преобразования Фурье обеспечивалось компьютерной техникой, разработанной в секторе метрологии КБ "Орбита" под руководством инженеров Ю.Комароцкого и В.Раджуса.

## Спорт
Владимир Мартинсон привёз в Латвийскую ССР из Москвы моду на регби, в которое отлично играл. В мае 1960 года на первую тренировку собралась команда регби завода ВЭФ, которую создал молодой специалист Мартинсон. До 1967 года он был её капитаном, играющим тренером и начальником.

## Патенты
1974. Устройство для пайки и лужения волной расплавленного припоя. Совместно с Г. Я. Иукканеном, Ю. М. Гельфгатом, В. Я. Розе. ПО «Радиотехника» (53) 621. 791.3 (088.8) (56) 1. Авторское свидетельство СССР № 490589.
1982. Способ изготовления слаботочных скользящих контактов. Совместно с М. М. Касимовым и Э. И. Гуллем. Павлодарский индустриальный институт, ПО «Радиотехника», № 3462970/24-07.